# Памандзи
Памандзи, Паманзи (фр. Petite-Terre) — остров в Индийском океане в архипелаге Коморские острова. Общая площадь составляет около 10,95 км².
Памандзи — второй по размеру остров заморского региона Франции Майотта, в целом на территорию которого претендуют Коморы.
Остров включает две коммуны:
- Дзаудзи на севере площадью 6,66 км² с 12 308 жителей (2002).
- Памандзи (Сандаванге) на юге площадью 4,29 км² с 7510 жителей (2002).

Климат тропический, влажный и жаркий. Имеется международный аэропорт.
На острове расположено солёное кратерное озеро Дзиани-Дзаха.